# 宣德軍節度使
宣德军节度使，五代十国吴越国的节度使，治所在湖州（今浙江省湖州市）。
后周显德六年（959年），在湖州设立宣德军節度使，下辖湖州一州。宋太宗太平兴国三年（978年），吴越国归降宋朝。北宋时湖州为刺史州。景祐元年（1034年），升湖州为昭庆军节度使。

## 历任节度使
- 钱弘偡（959年—966年）
- 钱信（970年—978年）